# Ion Chicu
Ion Chicu (Pîrjolteni, 28 februari 1972) is een Moldavische politicus. Van november 2019 tot en met december 2020 was hij premier van Moldavië. Hij bemachtigde deze functie na het afzetten van de regering van Maia Sandu in een motie van wantrouwen door het parlement van Moldavië.

## Levensloop
Hij werd geboren op 28 februari 1972 in het dorp Pîrjolteni, gelegen in het Moldavische arrondissement Călărași. Hij studeerde af aan de Faculteit der Managementwetenschappen aan de Academie voor Economische Studies van Moldavië . In 2005 werkte hij als directeur van het algemeen directoraat voor structurele hervormingen van het ministerie van Economie en Handel. Halverwege de jaren 2000 was hij de vice-minister van Financiën van Moldavië. Van april 2008 tot september 2009 was hij de belangrijkste staatsadviseur van premier Vasile Tarlev over economische kwesties en externe betrekkingen. Hij was ook voorzitter van de Strategic Development Council van de Nicolae Testemițanu State University of Medicine and Pharmacy, werkte als consultant op het gebied van overheidsfinanciën in verschillende projecten. In januari 2018 werd hij benoemd tot secretaris-generaal van het ministerie van Financiën en in december van dat jaar werd hij minister van Financiën. Hij nam ontslag uit deze functie tijdens de Moldavische constitutionele crisis van 2019 die het kabinet van premier Pavel Filip ten val bracht.

### Premierschap
Op 14 november 2019 werd de regering van premier Maia Sandu ten val gebracht in een motie van wantrouwen na pogingen om wetsvoorstellen aan te nemen om het gerechtelijk systeem te veranderen. Met de steun van iets meer dan 60% van de parlementsleden werd Chicu goedgekeurd als vervangende premier. Op dezelfde dag kondigde hij aan dat zijn regering "alle verplichtingen van de staat tegenover externe partners en internationale financiële organisaties, in de eerste plaats het Internationaal Monetair Fonds en de Wereldbank, zou nakomen". Ten tijde van zijn benoeming werd hij door president Igor Dodon omschreven als "een technocraat, een professional die voor geen enkele politieke partij was", hoewel Chicu wel als adviseur van president Dodon diende. De dag daarna werd hij door president Dodon voorgesteld aan een nieuw kabinet van ministers, waaronder Victor Gaiciuc als minister van Defensie en Pavel Voicu als minister van Binnenlandse Zaken. Tijdens zijn premierschap kreeg Chicu onder meer te maken met de coronapandemie.
Tijdens de presidentsverkiezingen van november 2020, waarbij president Dodon verslagen werd door Maia Sandu, kwam Chicu's kabinet ten val. Chicu besloot vervroegde parlementsverkiezingen niet af te wachten en trad op oudejaarsdag 2020 af als premier. Aureliu Ciocoi nam hierop de functie waar.

### Privé
Hij is momenteel getrouwd en heeft drie kinderen.